# 西原村 (広島県)
西原村(にしはらむら)は、広島県に存在していた村。現在の広島市安佐南区西原。　　

## 地理
- 広島平野北部に位置していた。
- 東に太田川が流れる。

## 歴史
- 1889年（明治22年）4月1日、町村制の施行により、沼田郡西原村が単独で村制施行し、東原村が発足[1][2]。大字は編成せず[1]。西原村、東原村の町村組合を結成し役場を西原村に設置[1]。
- 1898年（明治31年）10月1日、郡の統合により安佐郡に所属[1][2]。
- 1920年（大正9年）4月1日、安佐郡東原村と合併し、原村を新設して廃止された[1][2]。合併後、原村大字西原となる[1]。